# Hahn, Rhein-Hunsrück
Hahn là một đô thị ở huyện Rhein-Hunsrück bang Rheinland-Pfalz, phía tây nước Đức. Sân bay Frankfurt-Hahn ở gần Hahn.